# Sammlung der Rechtsprechung des Gerichtshofes und des Gerichts Erster Instanz
Die Sammlung der Rechtsprechung des Gerichtshofes und des Gerichts Erster Instanz (abgekürzt Slg.) ist die vom Europäischen Gerichtshof (EuGH) herausgegebene amtliche Sammlung von Gerichtsentscheidungen des EuGH (Teil 1) und des Gerichts Erster Instanz  (Teil 2).